# Paul Bergsøe
Paul Peter Vilhelm Bergsøe (født 22. december 1872 i København, død 29. december 1963 på Kofoedsminde i Nærum) var en dansk fabrikant og civilingeniør. Han var søn af forfatteren og zoologen Vilhelm Bergsøe og Margrethe Kirstine Smidth.
Paul Bergsøe var en dansk kemiingeniør, dr.techn. og industrimand. Han opfandt i 1900 en metode til at udvinde f.eks. tin af blikaffald, og var grundlæggeren af virksomheden Paul Bergsøe & Søn A/S. Firmaet er opkøbt og hedder nu Boliden Bergsøe A/S. De leverer alt indenfor lodning.
Paul Bergsøe var i sit lange liv aktiv på adskillige områder, således som formidler af teknisk videnskabelige emner, bl.a. med popularisering af kemi og astronomi. I Danmarks Radio fortalte han ofte, ikke blot med emner som de nævnte, men også som en udmærket oplæser af H.C. Andersens eventyr. Skrev en læseværdig selvbiografi (se nedenfor).
Desuden har Paul Bergsøe lagt navn til Paul Bergsøe Kollegiet på ejendommen Kofoedsminde i Nærum.
Han blev Ridder af Dannebrog 1924 og modtog Ingenio et arti 1955. I 1940 blev han udnævnt til æresdoktor på DTH det nuværende Danmarks Tekniske Universitet.
Han er begravet på Vestre Kirkegård.